# Emmelia nubila
Emmelia nubila is een vlinder van de familie van de uilen (Noctuidae). De wetenschappelijke naam van deze soort is voor het eerst voorgesteld als Hoplotarache nubila door George Francis Hampson in een publicatie uit 1910.
De soort komt voor in Kenia.